# Емакі

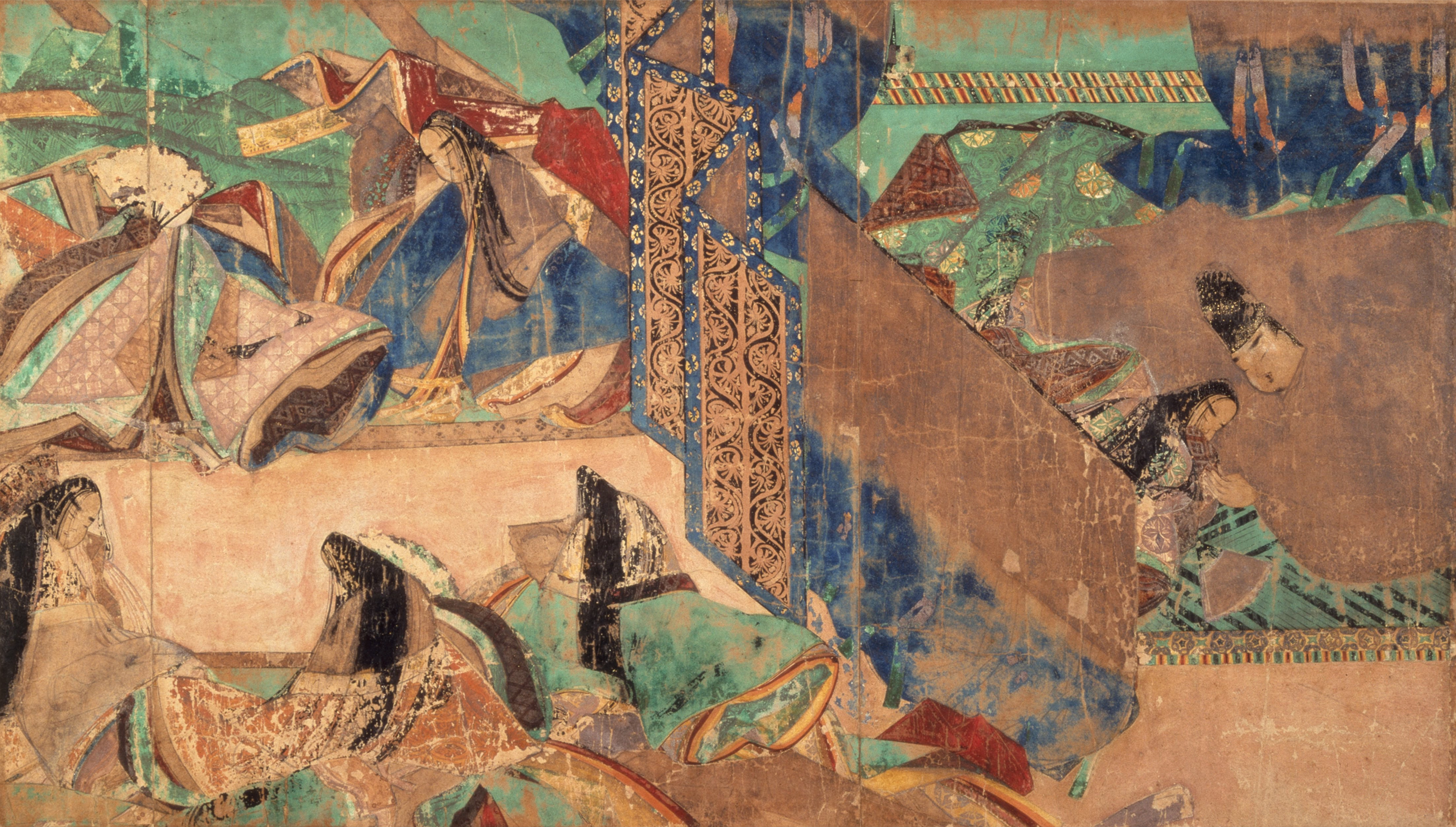
(«Ілюстрована повість про Ґендзі» (фрагмент, 1130)

«Емакі» (яп. 絵巻, えまき) або «Емакімоно» (яп. 絵巻物, えまきもの, «ілюстрований сувій») — ілюстрована книга-сувій в Японії у 10 — 16 століттях. Виготовлялася у формі горизонтального паперового чи шовкового сувою, в якому чергувалися текст і ілюстрації, виконані у стилі ямато-е. Темами книг-сувоїв були відомі пам'ятки японської середньовічної літератури.

## Класифікація

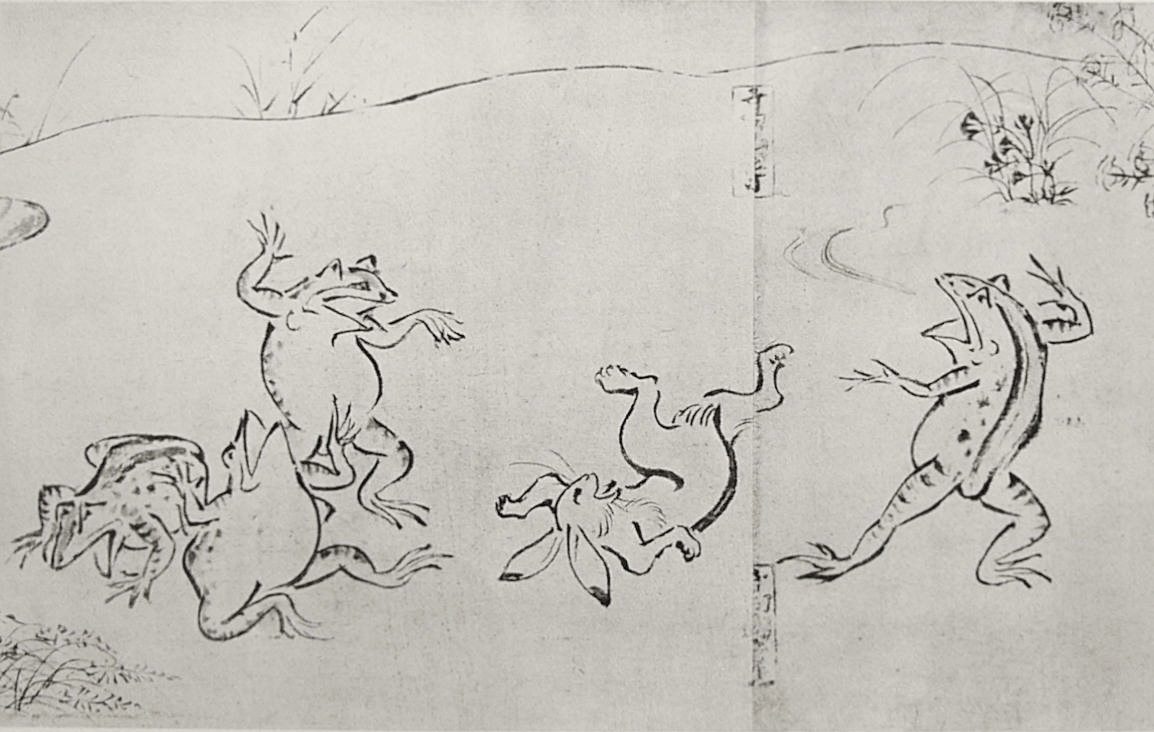
«Звірині карикатури» (фрагмент, початок 13 століття)

Залежно від змісту ілюстрованої книги-сувою вони поділяються на релігійні (宗教的絵巻) і розважальні (鑑賞的絵巻):
- Релігійні включають у себе:

- Емакі сутр (経典絵巻) — ілюстровані сувої, які у простій і дохідливий формі пояснювали буддистське святе письмо («Ілюстрований сувій 55 епізодів Аватамсака-сутри», «Ілюстрований сувій 12 карм», «Книга пекла», «Книга прет»)
- Емакі переказів (縁起絵巻) — ілюстровані сувої, які розповідали про заснування чи походження буддистського монастиря, або знайомили читача з діяннями і чудесами божеств чи будд («Перекази монастиря Сіґі», «Перекази монастиря Кокава», «Перекази монастиря Ісіяма», «Перекази монастиря Сейсуйдзі», «Перекази про мандалу Тайма», «Перекази про божество Кітано», «Перекази про божество Мацудзакі», «Чудеса божества Касуґа»)
- Емакі життєписів (伝記絵巻) — ілюстровані сувої, які описували біографії відомих осіб або оповідки, пов'язані з ними («Ілюстрований життєпис засновника секти Кеґон», «Ілюстрована розповідь про завоювання сходу», «Ілюстрований життєпис превелебного Хонена», «Ілюстрований життєпис превелебного Сінрана», «Ілюстрований життєпис превелебного Іппена», «Ілюстрований життєпис принца Сьотоку», «Ілюстрована повість про подорож на захід»).

- Розважальні включають у себе:

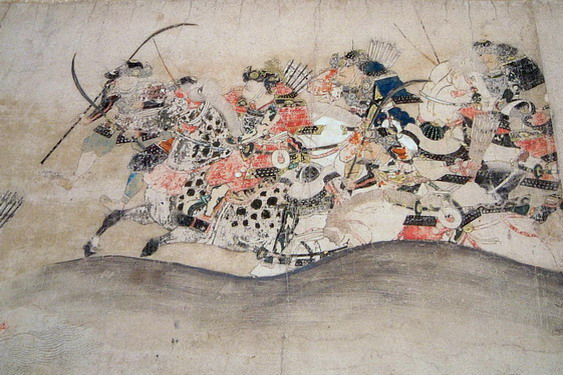
«Ілюстрована розповідь про Трирічну війну» (фрагмент, 1347).

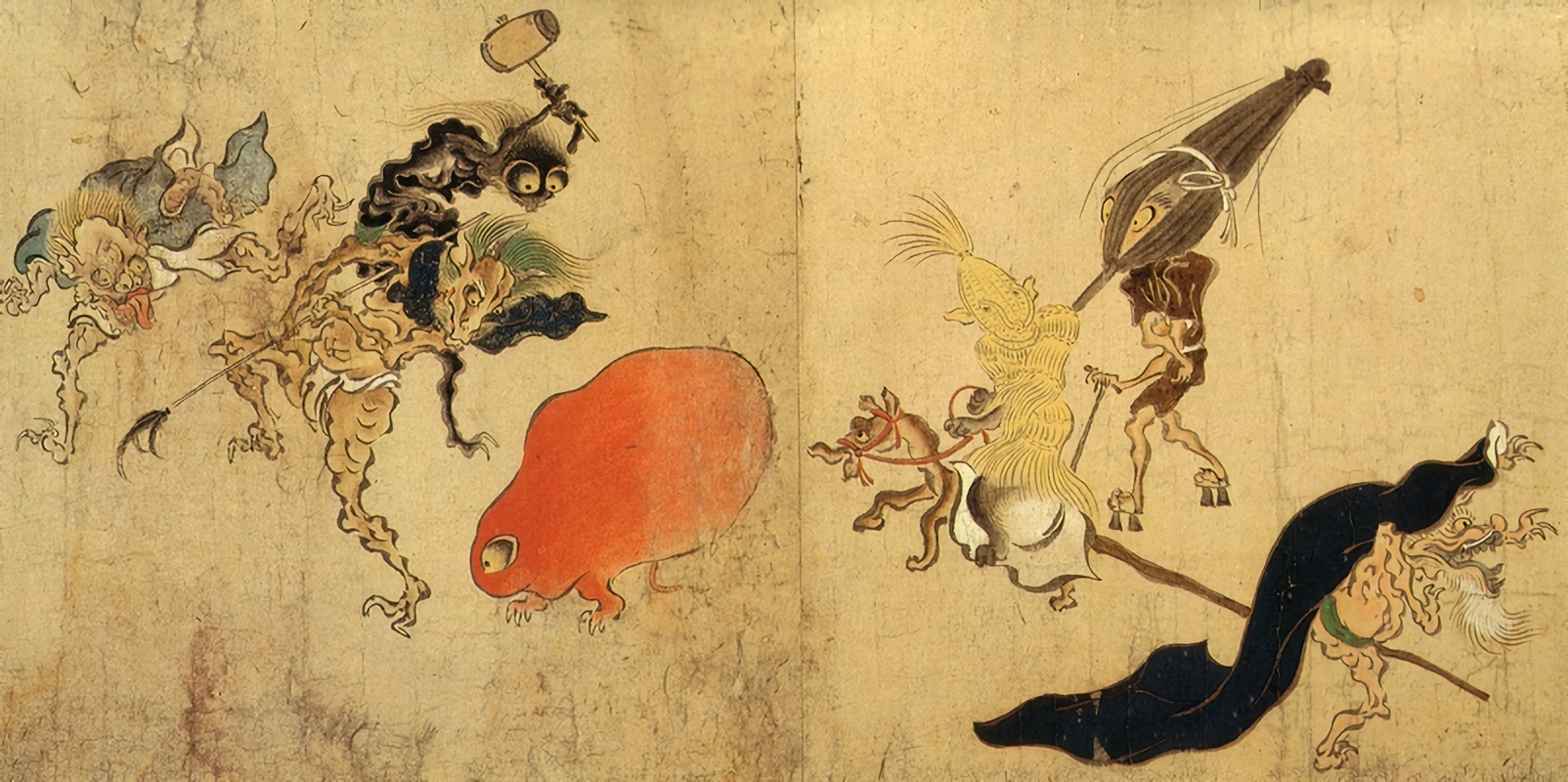
«Ілюстрована сувій сотні нічних чортів» (фрагмент, 15 століття).

- Емакі повістей і щоденників (物語・日記絵巻) — ілюстровані сувої, створені за мотивами повістей моноґатарі і щоденників аристократії періодів Хей'ан і Камакура («Ілюстрована повість про Ґендзі», «Ілюстрований щоденник Сікібу», «Ілюстрована повість про пробудження», «Ілюстровані записки у подушки», «Ілюстрований сувій про кінні перегони і подорож Його Величності», «Ілюстрована повість про Ісе», «Ілюстрований сувій про любування снігом Оно»).
- Емакі казок (説話絵巻) — ілюстровані сувої, темами яких були незвичайні пригоди чи веселі історії («Ілюстрована розповідь про радника Томо», «Ілюстрований сувій про подорож міністра Кібі до Китаю», «Книга художників», «Книга про пана Хасео», «Книга про олійні чорнила»).
- Емакі оповідань (御伽草子絵巻) — ілюстровані сувої, написані на основі отоґідзосі, коротких оповідань 14 — 16 століття («Книга Фукутомі», «Ілюстрований сувій 12 тварин», «Книга про Аменовака-хіко», «Книга мишей» «Ілюстрована книга спотикання», «Ілюстрований сувій про Тавару Тоту», «Книга чудовиськ»).
- Емакі битв (戦記絵巻) — ілюстровані сувої, які розповідали про визначні війни і битви в історії Японії («Ілюстрована повість про смуту Хейдзі», «Ілюстрований сувій про Дев'ятирічну війну», «Ілюстрована розповідь про Трирічну війну», «Ілюстрована розповідь про монгольське нашестя», «Ілюстрована розповідь про війну Юкі»).
- Емакі пісень (和歌絵巻) — ілюстровані сувої, що знайомили читача з японськими віршами вака і темами, які вони оспівували («Ілюстрований сувій 36 поетів», «Ілюстрований сувій пісень про нові краєвиди Ісе», «Ілюстрований сувій пісень поетів Тохокуїн», «Ілюстрований сувій пісень 12 поетів»).
- Емакі хронік (記録絵巻) — ілюстровані сувої, які містили галереї портретів політичних діячів або розповідали про державні церемонії («Портрети Імператорів, регентів, радників і міністрів», «Сувій портретів аристократії», «Ілюстрований сувій зібрань у Центральному палаці», «Ілюстрований сувій річних церемоній»,"Ілюстрований сувій кінного супроводу пана", Ілюстрована розповідь про коней і биків", «Книга ветеринара»).

У окрему категорію виділяють емакі «Карикатури тварин і людей».